# Ana Carrique
Ana Carrique (Buenos Aires, 19 de julio de 1886-3 de noviembre de 1978) fue una compositora y profesora de música argentina.

## Biografía
Estudió en el Conservatorio de Música de Buenos Aires, donde tuvo como maestro de composición a Julián Aguirre. Posteriormente amplió estudios de piano en el Conservatorio Nacional de Música y Declamación. En este último centro, amplió los estudios de armonía y contrapunto con Athos Palma.
Tuvo notable éxito como pianista, tanto en su país como en Europa. Su música se impregnó de la vanguardia francesa, el impresionismo, y elementos extraídos del folclore nacional, especialmente del huayno. Su producción musical se reparte entre un significativo número de canciones para voz y piano y, en menor medida, para piano y coro a cuatro voces.
Su labor más meritoria se sitúa en los aportes significativos que realizó para el repertorio vocal de cámara argentino. De su producción destaca un ciclo denominado Coplas Puntanas que fue ejecutado en la Sala Chopin (de París) el 22 de febrero de 1939 y comentado ampliamente por la prensa argentina y francesa. Le Figaro señaló, a propósito de estas canciones, que "en su concisión, son modelo de gusto y expresión". Formó parte del programa de la celebración del centenario argentino.
Esta compositora figura entre las de mayor actividad y reconocimiento en Buenos Aires, así como Celia Torrá, María Isabel Curubeto Godoy, Montserrat Campmary, Lita Spena, Lia Cimaglia Espinosa, María Luisa Anido,Isabel Arezt, Susana Baron Supervielle y otras.

## Obras
Algunas de sus obras son:
- Copla (c. 1930)
- Idilio (c. 1930)
- Sevilla (c. 1930)
- Vidala rústica (c. 1930)
- Tres Canciones escolares, Canción serrana (c. 1932)
- Canción de cuna (c. 1932)
- Caminito de la sierra (c. 1932)
- Presentimiento (c. 1933)
- Son de huankara (c. 1933)
- Tu nombre (himno) (c. 1935)
- Piquillín (c. 1935)
- Homenaje (a Julián Aguirre) (c. 1935)
- Coplas puntanas (c. 1936)
- Dije al pájaro blanco (c. 1937)
- Melodías camperas (suite campera) (c. 1931)
- Sonatina en Mi bemol (c. 1936).[1]
- Preludios criollo y pampeano (c. 1937).[10]
- Sonata, Gato, Mazurka, Impromptu y Qui no me digan (champaquiceño a 4 voces) (c. 1933).[9]

## Premios y reconocimientos
- Premio Julián Aguirre de la Asociación Wagneriana de Buenos Aires, en 1930.[1]
- Premio Municipal de Buenos Aires, en 1931.[1]
- Premio Nacional de Música argentina, en 1938.[1]
- Premio a la Canción Escolar del Ministerio de Justicia e Instrucción Pública de Argentina, en 1938.[1]